# Samper del Salz
Samper del Salz (aragónul Sant Per de Lagata) település Spanyolországban,  Zaragoza tartományban. Samper del Salz Letux, Lagata, Moneva és Azuara községekkel határos. Lakosainak száma 82 fő (2024).

## Népesség
A település népessége az utóbbi években az alábbiak szerint változott:
| Lakosok száma | 143  | 130  | 105  | 123  | 121  | 106  | 112  | 110  | 96   | 82   |
|               | 2001 | 2004 | 2007 | 2009 | 2012 | 2014 | 2017 | 2019 | 2022 | 2024 |